# 안드레 쉬를레
안드레 호르스트 쉬를레(독일어: André Horst Schürrle, 1990년 11월 6일 ~ )는 독일의 은퇴한 축구 선수로 현역 시절 공격수로 활약했다.

## 클럽 경력
쉬를레는 루트비히스하펜 SC 유스, 1. FSV 마인츠 05 유스를 거쳐, 2009년 마인츠에서 프로 선수 생활을 시작하였다. 분데스리가 첫 경기는 팀이 레버쿠젠과 2-2로 비긴 경기였으며, 2009년 9월 보훔과의 경기에서 데뷔골을 넣으며 팀의 승리에 공헌하였다. 2009-2010 시즌 5골 3어시스트를 기록하였고, 2010-11 시즌 33경기에 출전하여 15골을 기록하였다.
2013-14 시즌 첼시에 입단한 쉬얼레는 데뷔 첫 해에 인상적인 활약으로 2014-15 EPL 시즌에 첼시를 우승을 이끄는 등 큰 기대를 모았다. 그러나 2014-15 시즌 경기력 저하로 윌리앙한테 주전 경쟁에서 밀렸고,겨울 이적시장에서 후안 콰드라도를 영입해 입지에 크게 위협을 받자 볼프스부르크로 이적하며 분데스리가로 다시 돌아온다. 계약 기간은 4년6개월이다 그는 첫 경기 호펜하임과의 경기에서 1개의 어시스트를 기록하였다. 2016-2017 시즌을 앞두고 도르트문트로 이적하였다.
2020 시즌 후, 도르트문트와의 계약이 종료된 뒤 계속해서 새 팀을 물색하였으나, 잘 되지 않았고, 결국 2020년 7월 17일(한국시간)에 29세의 나이에 현역 은퇴를 발표했다.

## 국가대표팀 경력
그는 UEFA 19세 이하 유럽축구선수권대회 예선 룩셈부르크 전에서 독일 청소년 대표팀 데뷔전을 치렀으며, 결과는 팀의 3-0 승리였다. 2009년에는 마인츠에서의 인상적인 활약으로 독일 21세 이하 대표팀에 발탁되었고, 4경기에 출전해 3골을 넣었다. 산마라노 전에서 독일 21세 이하 대표팀 첫 골을 넣었는데, 결과는 11-0 승리였다. 2010년 11월에 열린 독일 대표팀과 스웨덴 대표팀과의 경기에서 성인 대표팀 데뷔전을 치렀다. 2014년 FIFA 월드컵 최종 엔트리에 발탁되어 알제리와의 경기에서 1골, 브라질과의 경기에서 2골을 기록하여 팀의 7-1 대승에 공헌하였다. 이후 아르헨티나와의 결승전에서는 크리스토프 크라머가 안면을 가격당해 교체되었고, 연장 후반 마리오 괴체의 결승골을 도우며, 우승에 일조하였다.

## 수상 내역
볼프스부르크
- 분데스리가 : 준우승 (2014-15)

 독일
- UEFA 유럽 축구 선수권 대회 : 4강 (2012)
- FIFA 월드컵 : 우승 (2014)

 첼시
- 프리미어리그 : 우승 (2014-15)